# Giuseppe Maria Doria
Giuseppe Maria Doria (Genova, 12 luglio 1730 – Roma, 8 marzo 1816) fu il 183º doge della Repubblica di Genova.

## Biografia

Stemma nobiliare dei Doria.

Nativo di Genova nel 1730, compì gli studi scolastici presso il collegio San Carlo di Modena assieme al fratello.
Impiegato in ruoli pubblici dall'età di 30 anni, Giuseppe Maria Doria fu scelto dal governo genovese quale suo ambasciatore straordinario nel 1770 presso la corte imperiale di Vienna per trattare con l'imperatore Giuseppe II d'Asburgo-Lorena una questione sollevata dalla comunità di Sanremo che, per sottrarsi al dominio della Repubblica di Genova, intendeva dichiararsi feudo dell'Impero. In quell'occasione visitò anche le città di Dresda e Berlino, in Germania.
Quasi a malavoglia, così come attesteranno gli annali degli storici, il 16 settembre 1793 accettò la carica di nuovo doge di Genova: il centotrentottesimo in successione biennale e il centottantatreesimo nella storia repubblicana. Durante il suo mandato si scontrò con l'inviato di Francia Tilly che, fatto rientrare in patria, fu sostituito da Villars.
Fu, però, nell'ottobre del 1793 che il doge Doria dovette intervenire personalmente per risolvere una questione diplomatica che avrebbe potuto compromettere i rapporti tra Genova, il Regno Unito e la Francia. L'assalto da parte di due navi inglesi alla fregata francese Modesta e l'uccisione di alcuni marinai, ormeggiata nel porto di Genova, fu interpretato dallo stato francese, per bocca di Robespierre, quale presunto atto di complicità di Genova che non diede un rapido allarme. Ma se con un risarcimento di 4 000 000 di lire genovesi il doge Giuseppe Maria Doria riuscì a far rientrare la questione con la Francia, diversa fu dall'altra parte la reazione inglese che pretendeva dai genovesi la cessazione di ogni rapporto diplomatico con la nazione d'oltralpe.
Cessato il dogato il 16 settembre 1795, l'ex doge, allo scoppio delle prime rivoluzioni in città legate alla sempre più crescente affermazione di Bonaparte, preferì allontanarsi definitivamente da Genova e dalla repubblica. Si trasferì dapprima a Bologna e poi a Roma dove morì nel corso del 1816. Il corpo di Giuseppe Maria Doria fu sepolto nella chiesa romana del Gesù.